# レイトオータム
『レイトオータム』（朝: 만추、晩秋、Late Autumn）は、2010年の韓国・香港・アメリカ合作の映画。主演は韓国のヒョンビンと香港のタン・ウェイ。
1966年に製作された韓国映画の名作『晩秋』を、『家族の誕生』などのキム・テヨン監督がリメイクした恋愛ドラマ。メインキャラクターはアメリカ在住の設定で、登場人物の台詞は全編通じてほぼ英語である。

## ストーリー
アメリカ。暴力を振るう夫を死なせたアンナ（タン・ウェイ）は刑務所にいたが、母の葬儀のため72時間の外出を許されバスでシアトルへ。バスでは運賃を貸してほしいと頼んできた男フン（ヒョンビン）のおしゃべりが、アンナを辟易させる。アンナはつかの間の外出を楽しんでいたが、残酷な現実に直面。そんなときにちょうどフンと再会し、「わたしを抱きたい？」と口にしてしまい……。

## キャスト
- ヒョンビン：フン役　エスコート・サービスの仕事をする韓国人ホスト
- タン・ウェイ：アンナ役　夫殺害の罪で刑務所に入っている女性
- キム・ジュンソン
- キム・ソラ

## 受賞・ノミネート
- 2011年2月10日に開幕した第61回ベルリン国際映画祭フォーラムセクション部門に公式招請
- 第35回トロント国際映画祭公式招待
- 第25回スイスフリブール国際映画祭で特別な言及と青年審査員賞を受賞

## エピソード
- 主演女優のタン・ウェイは本作品の撮影を通じて出会った韓国のキム・テヨン監督と結婚。2014年7月12日スウェーデン・フォーレ島のベルイマン・ハウスで挙式、2016年には第一子女児を出産した。
- 1966年に製作された韓国映画の名作『晩秋（朝鮮語版）』は、1972年『約束』（日本映画）、1975年『肉体の約束（朝鮮語版）』（韓国映画）、1981年『晩秋（朝鮮語版）』（韓国映画）、そして本作と過去4回リメイクされている。